# Крістофер Ву
Крістофер Ву (фр. Christopher Wooh, нар. 18 вересня 2001, Лувр) — камерунський футболіст, захисник французького клубу «Ренн».

## Клубна кар'єра
Народився 18 вересня 2001 року в місті Лувр. 
У дорослому футболі дебютував 2018 року виступами за команду «Нансі-2», в якій провів три сезони, взявши участь у 9 матчах чемпіонату. 
Протягом 2021 року захищав кольори головної команди клубу «Нансі».
Своєю грою за останню команду привернув увагу представників тренерського штабу клубу «Ланс», до складу якого приєднався 2021 року. Відіграв за команду з Ланса наступний сезон своєї ігрової кар'єри.
До складу клубу «Ренн» приєднався 2022 року. Станом на 15 листопада 2022 року відіграв за команду з Ренна 5 матчів в національному чемпіонаті.

## Виступи за збірну
У 2022 році дебютував в офіційних матчах у складі національної збірної Камеруну.
У складі збірної — учасник чемпіонату світу 2022 року у Катарі.

## Статистика виступів

### Статистика клубних виступів
| Сезон             | Команда           | Чемпіонат         | Чемпіонат | Чемпіонат | Національний кубок | Національний кубок | Національний кубок | Континентальні кубки | Континентальні кубки | Континентальні кубки | Інші змагання | Інші змагання | Інші змагання | Усього | Усього |
| Сезон             | Команда           | Ліга              | Ігор      | Голів     | Ліга               | Ігор               | Голів              | Ліга                 | Ігор                 | Голів                | Ліга          | Ігор          | Голів         | Ігор   | Голів  |
| ----------------- | ----------------- | ----------------- | --------- | --------- | ------------------ | ------------------ | ------------------ | -------------------- | -------------------- | -------------------- | ------------- | ------------- | ------------- | ------ | ------ |
| 2018–19           | «Нансі-2»         | CFA2              | 7         | 0         |                    | -                  | -                  |                      | -                    | -                    |               | -             | -             | 7      | 0      |
| 2020–21           | «Нансі-2»         | CFA2              | 2         | 0         |                    | -                  | -                  |                      | -                    | -                    |               | -             | -             | 2      | 0      |
| 2020–21           | «Нансі»           | Л2                | 13        | 2         | КФ                 | 1                  | 0                  |                      | -                    | -                    |               | -             | -             | 14     | 2      |
| 2021–22           | «Ланс»            | Л1                | 11        | 0         | КФ                 | 2                  | 0                  |                      | -                    | -                    |               | -             | -             | 13     | 0      |
| Усього за кар'єру | Усього за кар'єру | Усього за кар'єру | 33        | 2         |                    | 3                  | 0                  |                      | -                    | -                    |               | -             | -             | 36     | 2      |